# Desheun Ryō Yamakawa
Desheun Ryō Yamakawa (japanisch 山川 デション諒 Yamakawa Desheun Ryō; * 21. April 1997 in der Präfektur Okinawa) ist ein ehemaliger japanischer Fußballspieler.

## Karriere
Yamakawa erlernte das Fußballspielen in der Schulmannschaft der Maehara High School. Seinen ersten Vertrag unterschrieb er 2016 beim FC Ryūkyū. Der Verein spielte in der dritthöchsten Liga des Landes, der J3 League. Ende 2017 beendete er seine Karriere als Fußballspieler.